# 亚雷德·努古瑟
亚雷德·努古瑟（英語：Yared Nuguse，1999年6月1日—），美国男子田径运动员，主攻800米和1500米，他曾获得2024年世界室内田径锦标赛男子3000米银牌，他也曾参加2023年世界田径锦标赛。